# Ermida de Nossa Senhora da Conceição (Valverde)

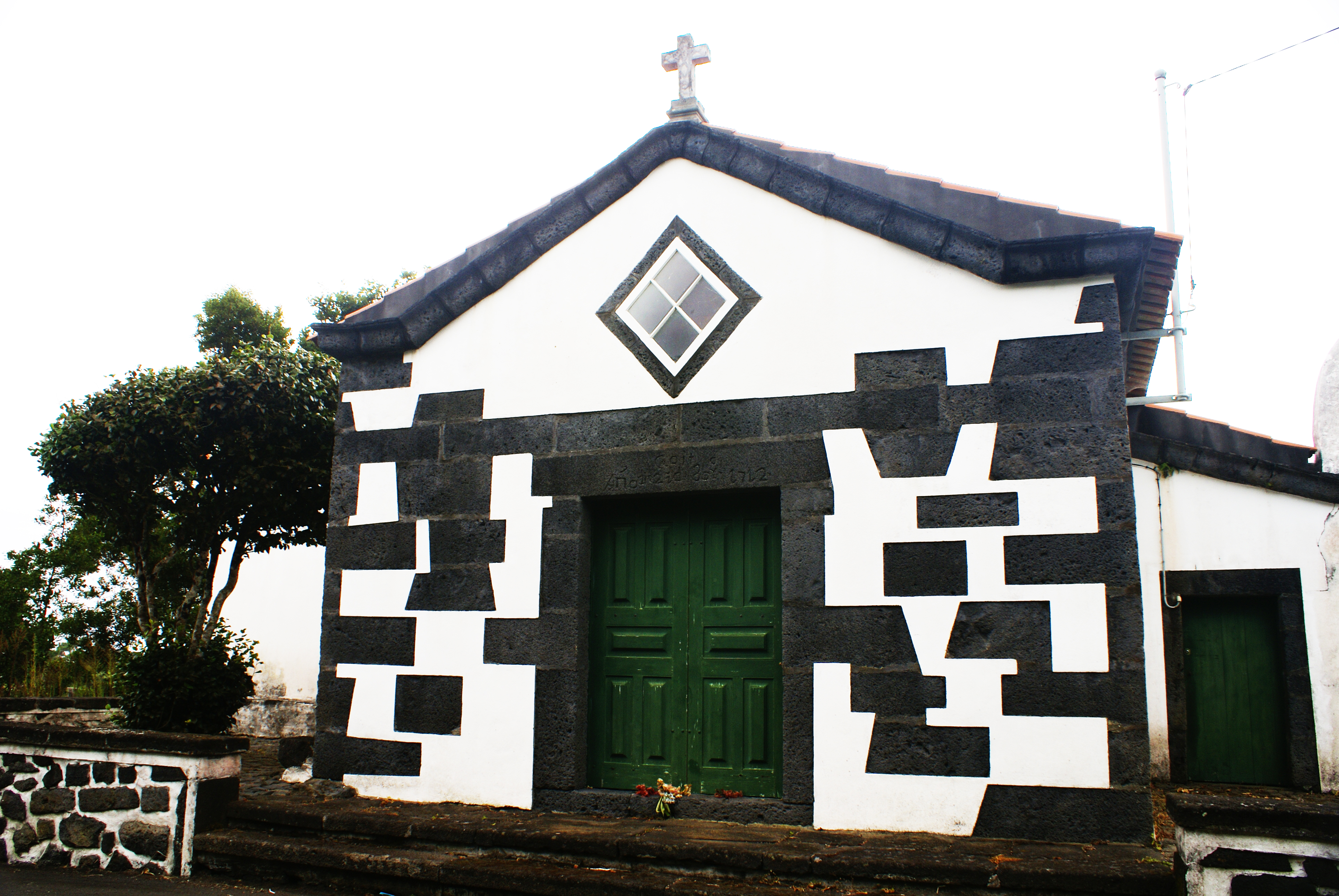
Ermida de Nossa Senhora da Conceição, fachada.

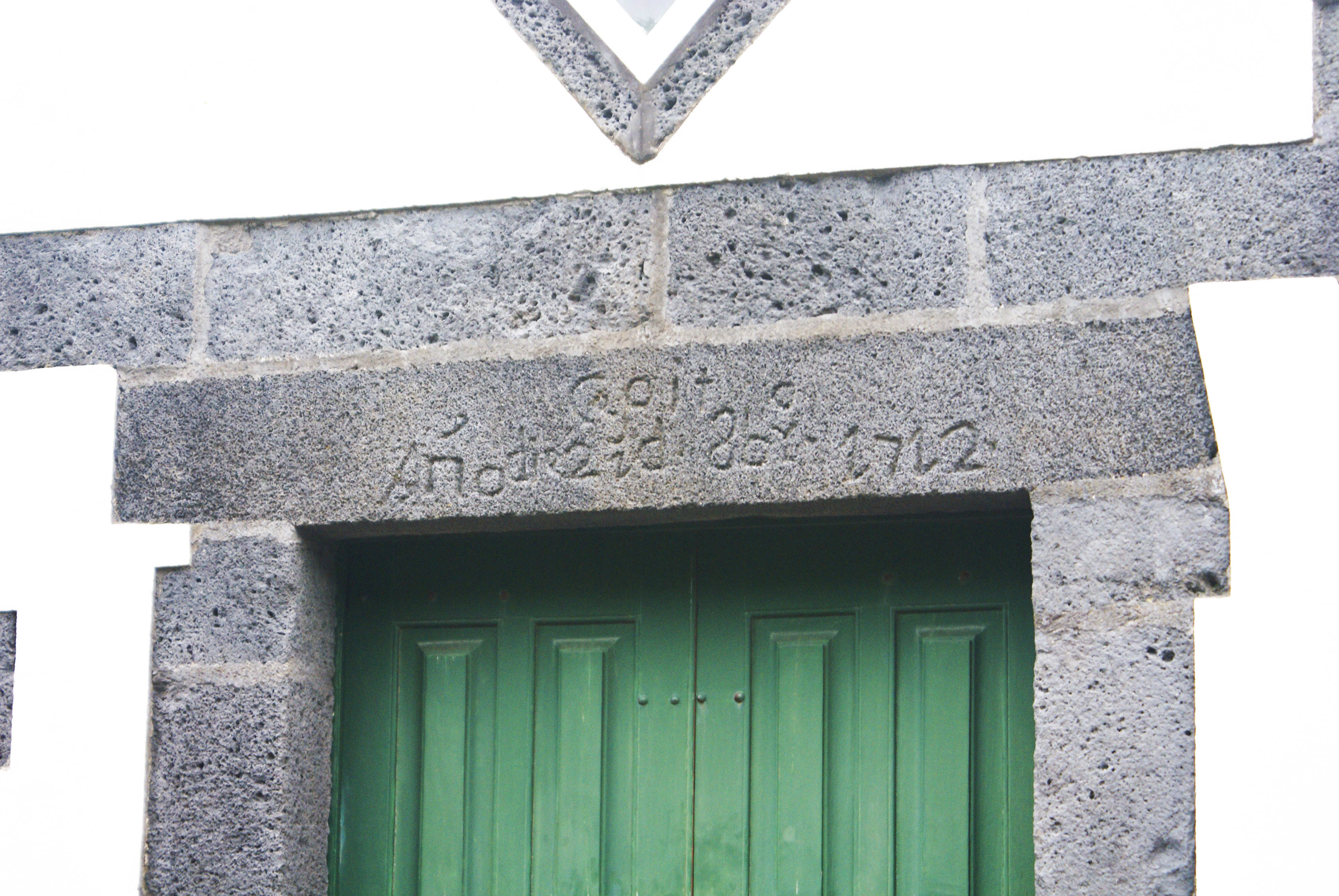
Ermida de Nossa Senhora da Conceição, inscrições sobre a porta.

A  Ermida de Nossa Senhora da Conceição  é uma Ermida portuguesa localizada no povoado do Valverde, freguesia da Madalena,  concelho da Madalena do Pico, na ilha do Pico, no arquipélago dos Açores.
Esta ermida cuja construção recua ao século XVIII e que é dedicada a devoção de Nossa Senhora da Conceição foi fundada em 1712, conforme placa afixada na fachada.